# Rezerwat przyrody Marynopole
Rezerwat przyrody Marynopole – leśny rezerwat przyrody w województwie lubelskim, powiat kraśnicki, gmina Gościeradów.
- Położenie: Wzniesienia Urzędowskie
- Powierzchnia (według aktu powołującego) – 156,76 ha
- Powierzchnia (dane nadesłane z nadleśnictwa) – 156,57 ha[2]
- Rok utworzenia – 1976
- Przedmiot ochrony (według aktu powołującego) – zachowanie stanowiska jodły występującej grupowo przy północno-wschodniej granicy zasięgu
- Dokument powołujący – Zarządzenie Ministra Leśnictwa i Przemysłu Drzewnego z dnia 24 maja 1976 roku w sprawie uznania za rezerwat przyrody (MP nr 24, poz. 108), zm. MP z 1984 roku nr 15, poz. 107.

Położony jest w leśnictwie Marynopole (Nadleśnictwo Gościeradów). Jest to rezerwat leśny obejmujący starodrzew jodły i częściowo dębu. Występuje tu wiele gatunków roślin chronionych, w tym: widłak wroniec, widłak goździsty, widłak jałowcowaty, wawrzynek wilczełyko, podkolan biały, lilia złotogłów.
Rezerwat leży na terenie obszaru Natura 2000 „Szczecyn” PLH060083.